# Andròclides
Andròclides (en llatí Androcleides, en grec antic Ἀνδροκλείδης) fou un polític tebà que va ser subornat per Timòcrates de Rodes, l'emissari de Tisafernes l'any 395 aC, per induir als tebans a fer la guerra a Esparta amb l'objectiu de què els perses es poguessin lliurar de l'espartà Agesilau que era a l'Àsia.
Més tard Xenofont el menciona com a cap d'un partit oposat a Febides, els seguidors del qual s'havien apoderat de la ciutadella de Cadmea, l'acròpoli de Tebes l'any 382 aC. Plutarc diu que després d'aquest cop es va exiliar a Atenes, on el van matar uns assassins enviats per l'oligarquia de Tebes dos anys més tard.